# Apache Software Foundation
Die Apache Software Foundation [əˈpætʃi ˈsɒftweə(ɹ) faʊnˈdeɪʃən] (ASF) ist eine ehrenamtlich arbeitende Organisation zur Förderung der Apache-Softwareprojekte, zu denen unter anderem auch der Apache-Webserver gehört. Die ASF entstand im Juni 1999 aus der Apache Group und wurde in Delaware (USA) gegründet, der Sitz ist Wakefield, Massachusetts.
Es handelt sich um eine verteilte Gemeinschaft von Entwicklern, die an Open-Source-Softwareprojekten arbeiten. Charakteristisch für Apache-Projekte ist der gemeinschaftliche und diskussionsfreudige Entwicklungsprozess und die offene und pragmatische Apache-Lizenz, welche auch von externen Open-Source-Projekten benutzt und angepasst werden kann. Jedes Projekt wird von einem gewählten Team aus Experten geleitet. Diese beteiligen sich auch aktiv an der Entwicklung der Projekte. Die ASF ist eine Meritokratie, deren Mitgliedschaft nur aktiven Entwicklern und Kontributoren der Apache-Projekte zuteilwird.
Zu den Aufgaben der ASF gehören der rechtliche Schutz aller Projekt-Mitarbeiter und der Schutz der Marke „Apache“. Das Logo der Apache Software Foundation ist die bunte Feder, welche auch die meisten Apache-Projekte schmückt. Der Name wurde aus Respekt vor dem nordamerikanischen Ureinwohnerstamm der Apachen gewählt.
Im Januar 2023 beschuldigte die US-amerikanische Non-Profit-Organisation Natives in Tech die Apache Software Foundation der kulturellen Aneignung und bittet um Änderung des Namens der Stiftung und damit auch der Namen der von ihr betreuten Softwareprojekte.
Mit dem Stand vom 9. März 2023 hat die ASF 1050 Mitglieder. Aktueller Präsident ist David Nalley.

## Projekte
Apache unterteilt seine Softwareentwicklungsaktivitäten in separate halbautonome Bereiche, die als „Top-Level-Projekte“ bezeichnet werden (in der Satzung formell als „Projektmanagementausschuss“ bezeichnet), von denen einige eine Reihe von Unterprojekten haben.
Im Gegensatz zu einigen anderen Organisationen, die FOSS-Projekte hosten, muss ein Projekt, bevor es bei Apache gehostet wird, mit einem Grant- oder Contributor-Vertrag an die ASF lizenziert werden. Auf diese Weise erhält die ASF die erforderlichen geistigen Eigentumsrechte für die Entwicklung und die Verbreitung all ihrer Projekte. Neue Projekte durchlaufen dabei einen sog. Inkubationsprozess, bevor sie „Top-Level-Projekte“ werden können.

## Finanzierung
Die Apache Software Foundation finanziert sich durch Sponsoren. Diese Sponsoren werden von der ASF selbst in verschiedene Kategorien unterteilt:
| Kategorie | ab USD / Jahr | Sponsor |
| --------- | ------------- | --- |
| Platinum  | 125.000 USD   | Amazon Web Services, Verizon Media, Comcast, LeaseWeb, Pineapple Fund, Tencent Cloud, Microsoft, Facebook, Cloudera, Google |
| Gold      | 50.000 USD    | IBM, ARM, Bloomberg, Handshake, Huawei, Indeed, Union Investment, Workday |
| Silver    | 25.000 USD    | Aetna, Baidu, Budget Direct, Capital One, InMotion Hosting, iSIGMA, Cerner, Inspur, Alibaba Cloud Computing, oDPi, Private Internet Access, Red Hat, Target |
| Bronze    | 6.000 USD     | Airport Rentals, Accor, The Blog Starter, Bookmakers, Cash Store, Casino Bonus, Casino2k, Cloudsoft, Emerio, Footprints Recruiting, HostChecka.com, HostingAdvice.com, HostPapa Web Hosting, Mobile Slots, Host Advice, Mutuo Kredit AG, Online Holland Casino, PureVPN, Revealed, RX-M, SCAMS.info, Site Builder Report, Talend, The Best VPN, Twitter, Web Hosting Secret |

Die Sponsoren erhalten unterschiedliche Unterstützung von der Foundation (z. B. „Gemeinschaftliche Presse-Veröffentlichung“) und werden auf der Website der Apache Software Foundation genannt und geehrt.